# Billy Howerdel
Billy Howerdel (né le 18 mai 1970 dans le New Jersey) est à l'origine du groupe A Perfect Circle (APC) et plus récemment d'Ashes Divide. Musicien accompli, compositeur, producteur, Billy Howerdel a aussi travaillé en tant que guitar tech (technicien guitares) pour des groupes tels que Nine Inch Nails, The Smashing Pumpkins, Guns N'Roses ou encore Tool (dont le chanteur Maynard James Keenan lui propose ses services pour le premier album d'APC).
Ce passé auprès de groupes phares des années 1990 va lui permettre d'acquérir une solide réputation d'arrangeur/session man. On le retrouve sur de nombreux enregistrements (notamment sur l'album Chinese Democracy des Guns N'Roses avec "There was a time").